# Anželika Krylova
Anželika Alekseevna Krylova (in russo Анжелика Алексеевна Крылова?; Mosca, 4 luglio 1973) è un'ex danzatrice su ghiaccio russa.

## Palmarès
con Oleg Ovsjannikov
| Internazionali                                                                            | Internazionali | Internazionali | Internazionali | Internazionali | Internazionali |
| Evento                                                                                    | 1994–95        | 1995–96        | 1996–97        | 1997–98        | 1998–99        |
| ----------------------------------------------------------------------------------------- | -------------- | -------------- | -------------- | -------------- | -------------- |
| Giochi olimpici invernali                                                                 |                |                |                | 2°             |                |
| Campionati mondiali                                                                       | 5°             | 2°             | 2°             | 1°             | 1°             |
| Campionati europei                                                                        | 3°             | 2°             | 2°             | 2°             | 1°             |
| GP Finale                                                                                 |                | 2°             | 2°             |                | 1°             |
| GP Cup of Russia                                                                          |                |                | 1°             | 1°             | 1°             |
| GP Nations Cup/Sparkassen Cup                                                             |                | 1°             | 1°             | 1°             | 1°             |
| GP Skate America                                                                          |                | 2°             | 1°             |                |                |
| Goodwill Games                                                                            |                |                |                |                | 1°             |
| Centennial On Ice                                                                         |                | 2°             |                |                |                |
| Nazionali                                                                                 |                |                |                |                |                |
| Campionati russi                                                                          | 1°             | 2°             |                | 1°             | 1°             |
| GP = Gara compresa nel circuito Champions Series dal 1995; rinominato Grand Prix nel 1998 |                |                |                |                |                |

Con Vladimir Fedorov
| Giochi olimpici invernali |    |    | 6° |
| Campionati mondiali       |    | 3° | R  |
| Campionati europei        |    | 4° | 6° |
| International de Paris    | 1° |    |    |
| Nations Cup               |    | 1° |    |
| NHK Trophy                |    | 2° |    |
| Nazionali                 |    |    |    |
| Campionati russi          |    | 3° | 1° |
| Campionati sovietici      | 2° |    |    |
| R = Ritirati              |    |    |    |

Con Vladimir Leliukh
| Internazionali              | Internazionali | Internazionali |
| Evento                      | 1989–90        | 1990–91        |
| --------------------------- | -------------- | -------------- |
| International de Paris      | 1°             | 3°             |
| Skate Electric              | 1°             |                |
| Danse sur Glace de Grenoble | 3°             |                |